# John Hamilton (criminale)
John Hamilton, soprannominato Red (Sault Sainte Marie, 27 gennaio 1899 – Aurora, 26 aprile 1934), è stato un criminale canadese, di origini irlandesi e tedesche, noto principalmente per essere stato uno dei membri principali della banda di John Dillinger durante la Grande depressione.

## Biografia
John "Red" Hamilton nacque a Sault Saint Marie in Ontario (Canada) il 27 gennaio 1899 da padre irlandese e madre statunitense di origine tedesca. Oltre che "Red", Hamilton venne soprannominato "Three-Finger Jack" in quanto perse due dita della mano destra quando era bambino.
Il 26 marzo 1927 venne incarcerato dopo aver rapinato una stazione di servizio negli Stati Uniti nella Contea di St. Joseph in Indiana; la condanna per lui fu di 25 anni, che avrebbe dovuto scontare nella prigione di massima sicurezza che si trovava a Michigan City in Indiana. In prigione conobbe John Dillinger, oltre che molti membri della sua gang come Pete Pierpont, Walter Dietrich, Homer Van Meter, Charles Makley e Russell Clark.
Nel maggio del 1933 Dillinger venne rilasciato sulla parola; non molto tempo dopo (precisamente il 26 settembre 1933) lo stesso Dillinger fece evadere Hamilton e tutti i suoi scagnozzi di prigione, introducendo illegalmente le armi nel carcere. Nelle rapine di Dillinger svolgeva principalmente il ruolo dell'autista, aspettando i suoi compagni in macchina.
Il 22 aprile 1934 si nascose insieme a Dillinger, Baby Face Nelson, Tommy Carroll, Homer Van Meter ed Ed Shouse a Little Bohemia, luogo situato a Manitowish Waters in Wisconsin; tuttavia la polizia ebbe una soffiata e scoprì che i 6 rapinatori erano rintanati lì; allora l'agente dell'FBI Melvin Purvis decise di intervenire tendendo così un'imboscata ai criminali per catturarli. Le cose però si complicarono in quanto a un certo punto uscì dal locale una macchina con a bordo tre persone innocenti (Eugene Boisneau, John Hoffman e John Morris) e Purvis e i suoi uomini vi spararono. Hoffman e Morris, nonostante le ferite, riuscirono a sopravvivere, mentre Boisneau morì.

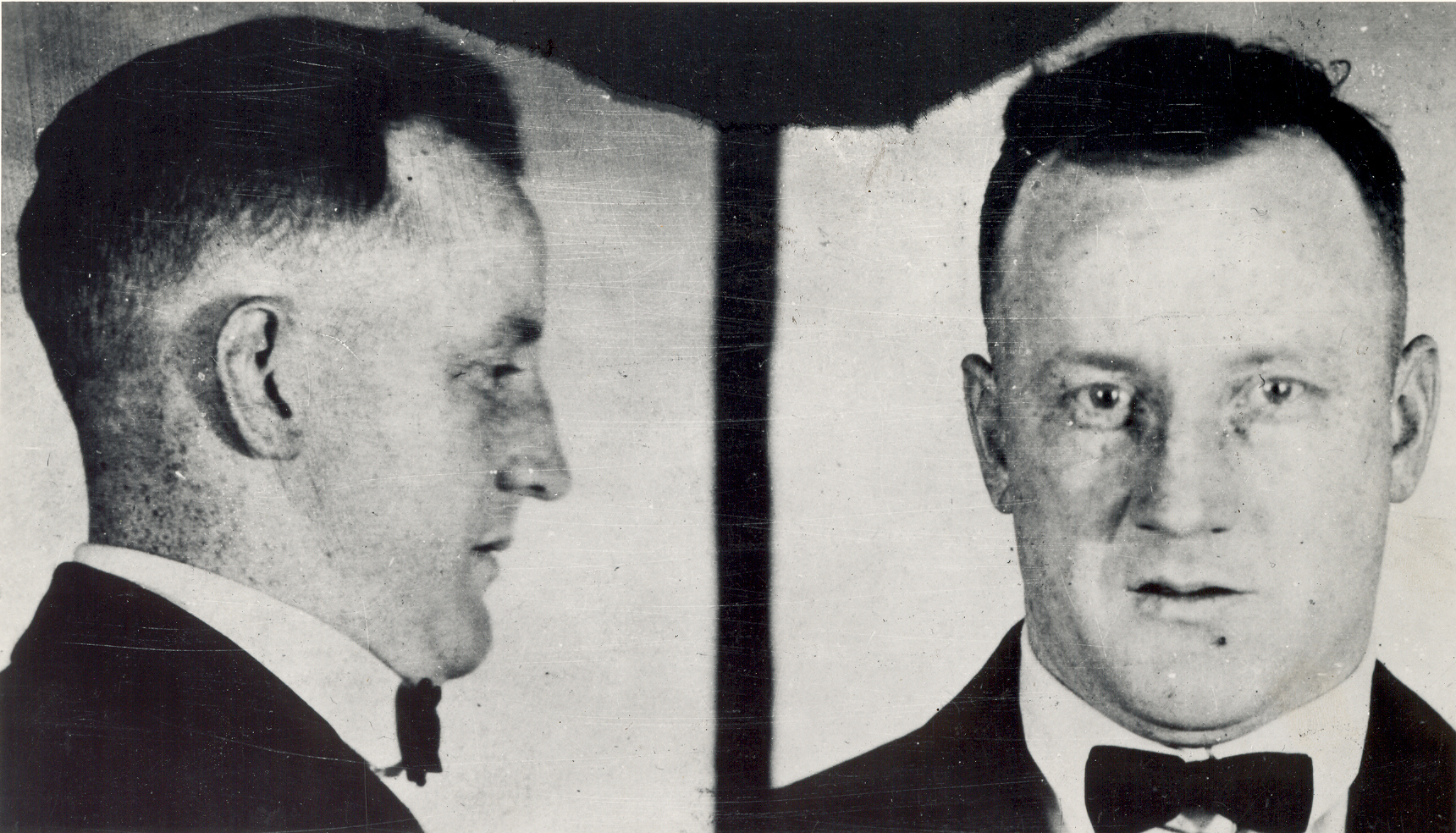
Una foto segnaletica di Hamilton

A questo punto Red e gli altri 5 criminali iniziarono una sparatoria contro la polizia in cui furono i malviventi ad avere la meglio: nessuno di loro morì, mentre la polizia perse alcuni agenti tra cui Carter Baum, uno dei migliori agenti del Bureau, che venne ucciso da Baby Face Nelson. Hamilton invece scappò con Dillinger, Van Meter e Carroll (dopo essere saltato fuori dalla finestra con loro), rubando un'auto e rifugiandosi con loro a Hastings nel Minnesota.
La polizia federale non si diede per vinta, e il giorno successivo, il 23 aprile 1934, ci fu un altro scontro a fuoco - proprio a Hastings - tra le forze dell'ordine e i malviventi, in cui fu Red ad avere la peggio: Hamilton venne ferito gravemente, e i quattro, dopo essere fuggiti, si recarono a Chicago dal dottore Joseph P. Moran, che si rifiutò di curare Hamilton. Il dottore pagò questa decisione con la vita, poiché circa 3 mesi dopo venne ucciso dalla banda Karpis-Barker.
Red venne riportato ad Aurora, in un nascondiglio della banda Karpis-Barker, dove morì e venne sepolto; Dillinger coprì la faccia e le mani del fuorilegge canadese con della liscivia al fine di evitare ogni tipo di riconoscimento, ma quanto fatto si rivelò vano, poiché la tomba di Hamilton venne scoperta il 28 agosto 1935 dalla polizia, che ne identificò il corpo grazie proprio al riconoscimento dentale. Prima del riconoscimento dentale che tolse molti dubbi sulla morte di Red, vi furono dei dubbi sulla sua morte: secondo alcune persone lui era ancora vivo, tanto che un suo nipote sostenne di aver visitato Hamilton in Ontario negli anni '40.

## Filmografia
John Hamilton è stato rappresentato più volte al cinema e da molti attori:
- Anthony Caruso in Faccia d'angelo (Baby Face Nelson) (1957)
- Dan Terranova in Young Dillinger (1965)
- Nel film Dillinger venne citato (uscito nel 1973)
- John Philbin in Dillinger: Nemico pubblico numero uno (Dillinger) (1991) - Film TV
- Jason Clarke in Nemico pubblico - Public Enemies (Public Enemies) (2009)[5]

Jason Clarke rappresentò Hamilton con una differenza fisica rispetto alla realtà: Clarke nel film aveva tutte e 5 le dita della mano destra, mentre Hamilton ne aveva 3.